# Asanac
Planina Asanac se nalazi se u opštini Andrijevici, Crna Gora. Planina Asanac pripada vijencu Prokletija i sačinjava granicu Albanije i Crne Gore. Predanja govore da je ime Asanac potiče od osobe Asan koja je tu poginula za vrijeme ratova. 
Nalazi se na nadmorskoj visini od oko 2000 m. Izuzetno je lijep predeo, bogat pašnjacima koje koriste mještani okolnih sela: Đulići, Cecuni, Kuti i Košutica. Bogat je ljekovitim biljem, kao što su: borovnica, lincura, razni čajevi, itd. U podnožju Asanca nalazi se nekolko katuna koji se koriste ljeti. Nedostatak ove lijepe planine je što nema kolskog puta, pa je vrlo teško stići do nje izuzetno uskom i na momente dosta strmom stazom.

## Spoljašnje veze
- Opština Andrijevica